# Urs Heftrich
Urs Heftrich (* 11. Juli 1961 in Freiburg im Breisgau) ist ein deutscher Slawist, Übersetzer und Lyriker. Er lehrt an der Ruprecht-Karls-Universität Heidelberg.

## Werdegang
Heftrich wuchs als Sohn des Germanisten Eckhard Heftrich und der Kinderbuchautorin Helga Heftrich zunächst in Südbaden, dann im Münsterland auf. Er studierte Slavische Philologie, Philosophie und Germanistik an den Universitäten Heidelberg und Prag und wurde 1992 grundständig an der Ruprecht-Karls-Universität promoviert. Von 1994 bis 1998 wirkte er als Wissenschaftlicher Assistent an der Universität Bonn, von 1998 bis 2001 als Professor für Slavische Literaturwissenschaft an der Universität Trier. 2001 wechselte er auf den Heidelberger Lehrstuhl für dieses Fach, den er auch für einen Ruf an die University of North Carolina in Chapel Hill 2008 nicht aufgab.

## Wirken
Sein wissenschaftliches Interesse gilt der Lyrik sowie der Edition und Übersetzung russischer und tschechischer Literatur, den Einflüssen der Lebensphilosophie auf slawische Literaturen, der künstlerischen Verarbeitung der nationalsozialistischen Vernichtungspolitik in Osteuropa, dem Werk von Nikolai Wassiljewitsch Gogol. Forschungsaufenthalte führten ihn an die Moskauer RGGU, die Universität Zagreb, die Kansas University, die Tulane University, die University of Toronto und regelmäßig an die Prager Karls-Universität sowie ans Davis Center der Harvard University. Von 1988 bis 2010 schrieb er als freier Mitarbeiter für die Neue Zürcher Zeitung, seit 1989 publiziert er in der Frankfurter Allgemeinen Zeitung. Seit 1990 veröffentlicht er Gedichtübertragungen aus dem Tschechischen und Russischen. Er war mehrfach Mitglied der Jury für den Dresdner Lyrikpreis. Aus der Jury für den Tschechischen Staatspreis für Literatur trat er zusammen mit dem Dichter Petr Hruška und anderen 2018 aus Protest gegen die Regierung von Andrej Babiš zurück.
Für seine Vermittlung tschechischer Literatur ins Deutsche erhielt er 2016 die Karel Čapek Medaille, 2017 die Premia Bohemica und 2020 das Numisma honoris Societatis Scientiarum Bohemicae. Als Herausgeber hat er sich besonders dem Schaffen von Vladimír Holan, Isaak Emmanuilowitsch Babel und Jiří Weil verschrieben. Gemeinsam mit dem Prager Bohemisten Michael Špirit gibt er im Universitätsverlag Winter die auf 14 Bände angelegten Gesammelten Werke Vladimír Holans heraus; mit der Slavistin Bettina Kaibach hat er die zweibändige Isaak-Babel-Ausgabe des Carl Hanser Verlages betreut, mit dem tschechischen Literaturwissenschaftler Jiří Opelík eine Auswahl aus den KZ-Gedichten von Josef Čapek.
2021 debütierte er mit eigener Lyrik, deren Verfahren der rumänische Dichter Andrei Zanca analysiert hat: „Die verblüffende Technik eines Arcimboldo […] ist scheinbar allgegenwärtig, aber gleichzeitig erfährt sie die Zerlegung einer modernen Ironie.“ Ähnlich charakterisiert der Kritiker Volker Oesterreich die Poetik des Bandes „Halbinselfisch“ mit dem programmatischen Untertitel „Reime“: „Der Lyriker öffnet mit seinen Gedichten ein ganz breites kulturgeschichtliches Spektrum.“ 2023 erschien bei dem auf Kunst spezialisierten Verlag Angeli & Engel sein zweisprachiger (dt.-engl.) Gedicht- und Fotoband „Gehäuseschutt House of Rubble“, dessen „teils kontemplative, teils chiffrierte Fotos“ (so der Kölner Autor Hagen Haas), „nicht als Illustrationen, sondern eher als Kommentar und Erweiterung“ intendiert sind. Volker Oesterreich hebt an diesem Buch die Absicht des Verfassers hervor, „Sehgewohnheiten aufzubrechen und Denkschemata […] rotieren zu lassen“, während Elke Barker die Musikalität der Texte und ihre Verankerung in der Natur herausstellt: „Gebirge, Gletscher, Meer, Wüste oder die Hecken an der Autobahn bei Mannheim-Vogelstang, die Natur in ihrer ganzen Vielfalt prägt die Gedichte.“ Sein Gedichtband „Maronenmond“ inspirierte den Komponisten Gilead Mishory zu dem Zyklus „Lune e Maroni“ für Klaviersolo, der im Lyrik Kabinett in München uraufgeführt wurde. Mit Mishory führt er regelmäßig musikalisch-literarische Lesungen auf, oft gemeinsam mit der Prager Übersetzerin Věra Koubová; ein weiterer musikalischer Partner ist ihm der Gitarrist und Komponist Heiko Plank. Neben dem Brückenschlag von der Literatur zur Musik pflegt er den zum internationalen Kino (Veranstaltungen in Auswahl).

## Buchpublikationen

### Monographien
- Otokar Březina. Zur Rezeption Schopenhauers und Nietzsches im tschechischen Symbolismus. Heidelberg: Universitätsverlag C. Winter, 1993 [= Beiträge zur slavischen Philologie, Bd. 2].
- Nietzsche v Čechách [= Nietzsche in Tschechien]. Z nĕmeckého originálu Nietzsche in Böhmen přeložila Vĕra Koubová. Praha: Hynek, 1999 [= Edice Punkt, Vol. 5].
- Gogol’s Schuld und Sühne. Versuch einer Interpretation des Romans Die toten Seelen. Hürtgenwald: Guido Pressler, 2004 [Ergänzte Übersetzung ins Englische: Gogol’s Crime and Punishment. An Essay in the Interpretation of Nikolai Gogol's "Dead Souls". Translated by Joseph Swann. Boston: Academic Studies Press, 2022].
- Smutek na vedlejší koleji. Nacistická genocida Romů v české literatuře [= Trauer auf dem Nebengleis. Der NS-Genozid an den Roma in der tschechischen Literatur]. Přeložil Petr Šourek. Praha: Revolver Revue, 2009.

### Herausgeberschaften
- Mit Gerhard Ressel: Vladimir Solov'ev und Friedrich Nietzsche: eine deutsch-russische kulturelle Jahrhundertbilanz. Frankfurt/M. Berlin, Bern, New York, Paris, Wien: Peter Lang, 2003.
- Mit Frank Grüner & Heinz Dietrich Löwe: „Zerstörer des Schweigens“. Formen künstlerischer Erinnerung an die nationalsozialistische Rassen- und Vernichtungspolitik in Osteuropa. Köln, Weimar, Wien: Böhlau, 2006.
- Mit Felicitas Fischer von Weikersthal, Christoph Garstka & Heinz-Dietrich Löwe: Der nationalsozialistische Genozid an den Roma Osteuropas – Geschichte und künstlerische Verarbeitung. Köln, Weimar, Wien: Böhlau 2008.
- Mit Robert Jacobs, Bettina Kaibach & Karoline Thaidigsmann: Images of Rupture between East and West: The Perception of Auschwitz and Hiroshima in Eastern European Arts and Media. Heidelberg: Universitätsverlag Winter 2016.

### Editionen & Übersetzungen
- Jan Zahradníček: Vogelbeeren / Jeřáby. Hrsg., übers. und Nachwort von Urs Heftrich, Illustrationen von Jiří Vincenc Slavíček. Prag: Vitalis, 2001 [= Bibliotheca Bohemica, Vol. 39].
- Jan Čep: Der Mensch auf der Landstraße. Erzählungen. Hrsg. von Urs Heftrich, Übers. von Hanna Demetz, Peter Demetz & Bettina Kaibach, Nachwort von Bettina Kaibach. Tschechische Bibliothek, Stuttgart München: Deutsche Verlags-Anstalt, 2003.
- Höhlen tief im Wörterbuch. Tschechische Lyrik der letzten Jahrzehnte. Hrsg. mit Michael Špirit, Nachwort von Urs Heftrich. Tschechische Bibliothek, Stuttgart München: Deutsche Verlags-Anstalt, 2006.
- Jiří Weil: Sechs Tiger in Basel. Erzählungen. Hrsg. mit Bettina Kaibach, Übers. und Nachwort von Bettina Kaibach. Lengwil: Libelle, 2008.
- Isaak Babel: Mein Taubenschlag. Sämtliche Erzählungen. Hrsg. mit Bettina Kaibach, Übers. von Bettina Kaibach & Peter Urban, Nachwort von Bettina Kaibach, Kommentar von Bettina Kaibach, Peter Urban & Urs Heftrich. München: Carl Hanser Verlag 2014.
- Josef Čapek: Gedichte aus dem KZ. Hrsg. mit Jiří Opelík, Übers. von Urs Heftrich, Nachwort von Jiří Opelík. Wien, Wuppertal: Arco Verlag 2015.
- Isaak Babel: Wandernde Sterne. Dramen, Drehbücher, Selbstzeugnisse. Hrsg. mit Bettina Kaibach, Übers. von Bettina Kaibach & Peter Urban, Nachwort von Bettina Kaibach, Kommentar von Bettina Kaibach, Peter Urban & Urs Heftrich. München: Carl Hanser Verlag 2022.
- Vladimír Holan: Gesammelte Werke in deutscher und tschechischer Sprache in 14 Bänden. Hrsg. mit Michael Špirit. Heidelberg: Universitätsverlag Winter 2003ff. [bislang erschienen: Bände 1, 2, 6, 8, 9, 10, 11].

### Lyrik
- Maronenmond. Gedichte & Fotografien. Gestaltung von Ajete Elezaj. Hamburg: Carl-Walter Kottnik, 2021.
- Halbinselfisch. Reime. Niederstetten: Edition Hammer + Veilchen. Günther Emigs Literatur-Betrieb, 2. Aufl. 2024.
- Gehäuseschutt House of Rubble. Reime und Fotos – Photos and Rhymes. Translations by Joseph Swann. Verlag Angeli & Engel, Hamburg, 2023